# Железнодорожная линия Зелёный Дол — Яранск
Железнодорожная линия Зелёный Дол — Яранск — линия Горьковской железной дороги, длиной 196 км, соединяющая Зелёный Дол (Татарстан) — Яранск (Кировская область), пересекающая республику Марий Эл с юга на север и проходящая через столицу Йошкар-Олу.

## История
Решение о строительстве железной дороги в Марийской автономной области было принято Советом труда и обороны РСФСР 1 октября 1921 года. Строительство железной дороги началось в августе 1923 года и продолжалось до конца октября 1928 года. В 1926 году началось движение на участке Зелёный Дол — Илеть, а в 1927 году железнодорожную ветку протянули до села Корта в пригороде Краснококшайска (сейчас — Йошкар-Ола). Торжественное открытие движения на участке Зелёный Дол — Корта состоялось 7 ноября 1927 года в день 10-летия Великой Октябрьской революции. По окончании праздничного митинга на площади Революции в Краснококшайске, началось шествие в село Корта на встречу первого пассажирского поезда, состоящего из 9 классных и 3 служебных восьмиосных пульмановских вагонов с паровым отоплением. Привёл поезд машинист Ахкамутдин Ахкамутдинович Хисамутдинов. Был организован митинг, по окончании которого 500 жителей города совершили поездку на поезде от Корты до Илети.
Менее чем через год, в ночь на 22 октября 1928 года, по завершении строительства железнодорожного моста через реку Малая Кокшага, на новый деревянный вокзал города Йошкар-Олы прибыл первый пассажирский поезд. Окончательное завершение строительства железнодорожной линии до Йошкар-Олы состоялось 7 ноября 1928 года и проходило в торжественной обстановке.
Общая протяжённость ветки от Зеленого Дола до Йошкар-Олы составила 106 км, в ходе строительства было проложено 29 мостов, из них 3 больших моста через реки Малая Кокшага, Малый Кундыш, Илеть.
В 1944 году железнодорожная линия от Йошкар-Олы была продлена до посёлка Нужъялы, а в 1953 году — до разъезда Завертелинский в 20 км от города Яранска Кировской области.
В 1935 году была введена в эксплуатацию линия Зелёный Дол — Волжск.
18 октября 2017 года на железнодорожном вокзале станции Йошкар-Ола состоялась торжественная церемония празднования 90-летия со дня открытия железнодорожного сообщения на участке Зелёный Дол — Йошкар-Ола. В рамках празднования на фасаде здания вокзала была открыта мемориальная доска, увековечивающая открытие железнодорожной линии и прибытие первого поезда в Йошкар-Олу.

## Перспективы
Идея устранить разрыв Север - Юг железнодорожной линии Зелёный Дол — Яранск упоминается также в перечне новых железнодорожных линий, строительство которых предполагается дополнительно в рамках Стратегии развития железнодорожного транспорта в Российской Федерации до 2030 года. Объект указывается как "Яранск - Котельнич", а целью для строительства указывается освоение месторождения известняков в Кировской области.
В 2019 году активно обсуждалось продление ветки от станции Яранск до станции Котельнич I, что позволит соединить северную и южную ветку Транссибирской магистрали. Проект перенесён в планы до 2030 года.
В январе 2024 Глава Марий Эл Юрий Зайцев на встрече с начальником Горьковской железной дороги Сергеем Дорофеевским обсудили подготовку проекта о межрегиональной рабочей группе по определению перспективных объёмов перевозок грузов ОАО «РЖД» на направлении Зелёный Дол - Котельнич.
В конце мая 2024 произошло заседание по вопросу продления ветки до Котельнича. На заседании обсуждалось два варианта прохождения трассы от Яранска до Котельнича — по кратчайшему пути, параллельно трассе Р-176 или через город Советск. Два варианта прохождения трассы требуют экономической целесообразности в том или ином случае.
В начале июня 2025 студенты ПГУПС представили проект строительства новой железнодорожной линии Яранск – Котельнич протяженностью, которая позволит соединить северный и южный ходы Транссибирской магистрали. Активно обсуждалась идея применения лёгких насыпей при строительстве линии. По итогам защиты выпускной работы принято решение собрать межведомственную рабочую группу, которая займется дальнейшей проработкой возможности реализовать проект. В ее состав будут включены представители Горьковской железной дороги, ПГУПС, Росжелдора, региональных и федеральных органов власти. Согласно аннотации проекта студентов выпускников указана промежуточной станцией Душкины: студенты представили два варианта трассировки линии, одна из них на 10 км больше, а общая протяженность линии одной из них составит 136,4 км, то есть продления до города Советск не будет.